# Burtoncourt
Burtoncourt – miejscowość i gmina we Francji, w regionie Grand Est, w departamencie Mozela.
Według danych na rok 1990 gminę zamieszkiwało 161 osób, a gęstość zaludnienia wynosiła 32 osób/km² (wśród 2335 gmin Lotaryngii Burtoncourt plasuje się na 884. miejscu pod względem liczby ludności, natomiast pod względem powierzchni na miejscu 1009.).